# جون تايلر كوبر
جون تايلر كوبر (بالإنجليزية: John Tyler Cooper)‏ هو سياسي أمريكي، ولد في 26 مارس 1844 في ماريتا في الولايات المتحدة، وتوفي في 21 نوفمبر 1912 في أتلانتا في الولايات المتحدة. حزبياً، نشط في الحزب الديمقراطي.